# Hino de Guarulhos
O Hino de Guarulhos (por vezes chamado de Hino a Guarulhos) foi oficializado pela Lei Municipal 1.679 de 7 de dezembro de 1971, sendo que sua origem remonta a concurso realizado na década de 1960 em função das comemorações do IV° Centenário do Município.
Foram vencedores os versos tecidos pela professora e poetisa Nicolina Bispo, de modo que o hino possui música composta pelo maestro Aricó Júnior e foi orquestrado pelo maestro Wenceslau Nasari Campos.
1. ↑  «Lei Municipal 1.679 de 07 de dezembro de 1971» (PDF). Prefeitura de Guarulhos. 7 de dezembro de 1971. Consultado em 22 de dezembro de 2024